# Jole Bovio Marconi
Jole Bovio Marconi (pronunciación en italiano: /ˈjɔːle ˈbɔːvjo marˈkoːni/) (21 de enero de 1897 en Roma - 14 de abril de 1986 en Palermo ) fue una arqueóloga italiana que se licenció en topografía de la antigua Roma en la Universidad La Sapienza de Roma  y se especializó en la Escuela Italiana de Arqueología de Atenas .  Se casó con su colega Pirro Marconi,  a quien conoció mientras estudiaba en Atenas.En los años 1920 se traslada a Sicilia, centrando su trabajo en sus monumentos clásicos.  En 1939 se convirtió en superintendente arqueológica del oeste de Sicilia. Se dedicó a escribir algunas publicaciones sobre la civilización de la Conca d'Oro ('Valle Dorado'), la fértil llanura entre montañas donde se sitúa la capital de Sicilia, Palermo, y de la Grotta del Vecchiuzzo en el Parque Natural Regional de Madonie . Siguió siendo directora de la Superintendencia Arqueológica de Sicilia Occidental desde los años 1930 hasta los años 1960. Durante la Segunda Guerra Mundial se encargó de trasladar las piezas conservadas en el Museo Arqueológico Regional Antonio Salinas de Palermo trasladándolas personalmente al convento de San Martino delle Scale en Monreale ; ante la gran devastación que sufrió el museo, esto les permitió salvar la mayor parte de la colección. 

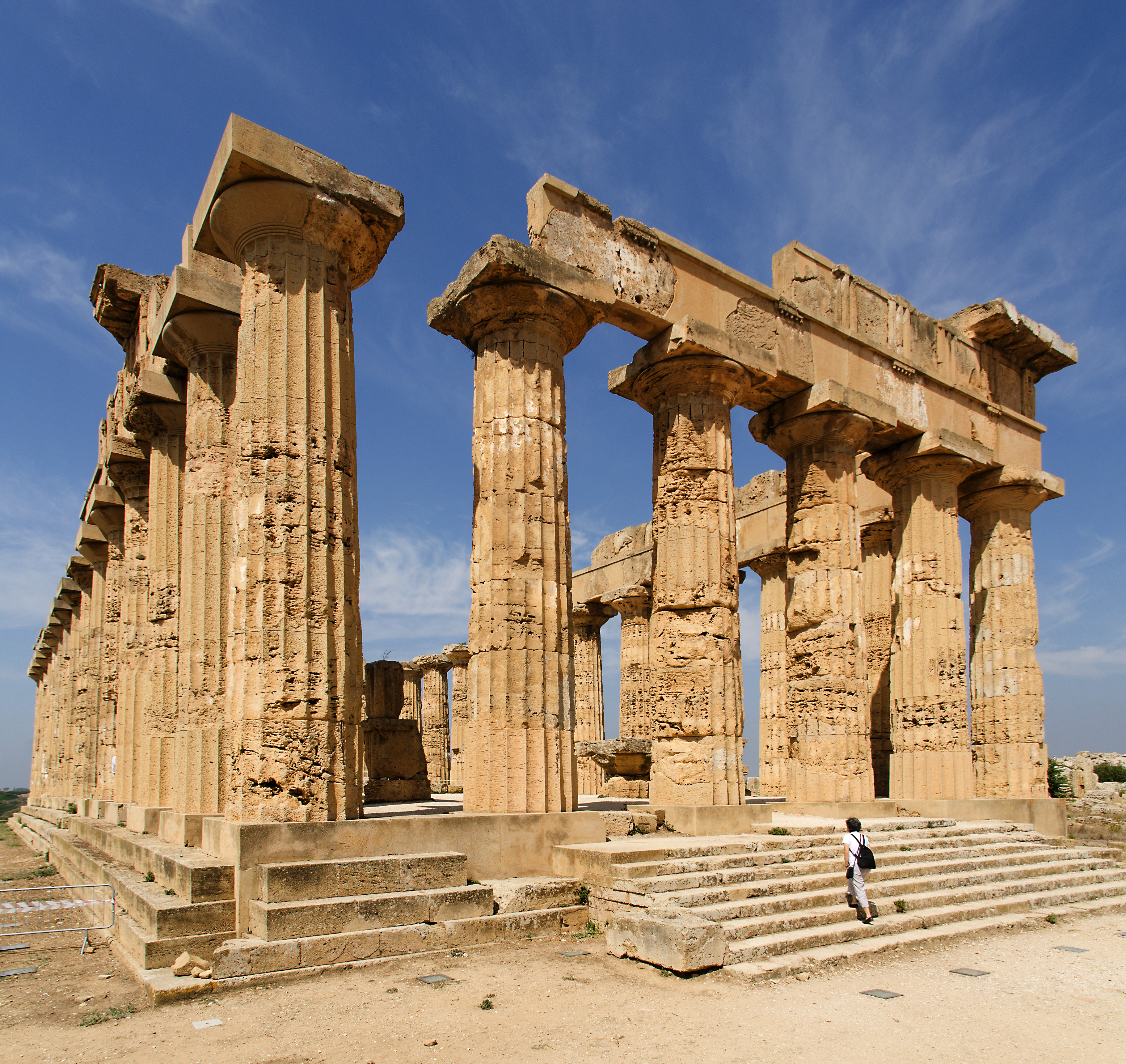
Templo E, Selinunte

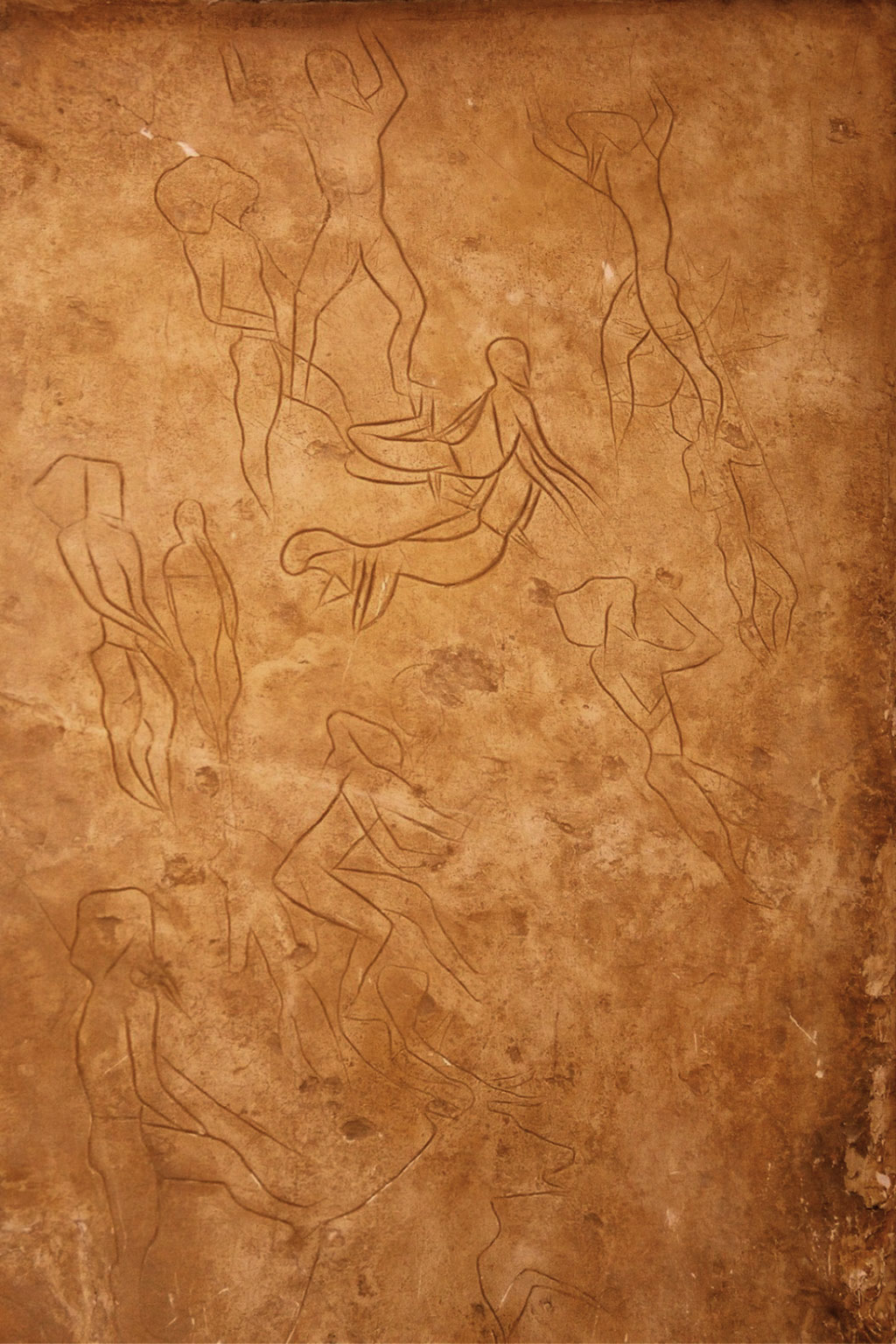
Graffiti paleolítico de Addaura

Al final de la guerra estuvo a cargo de la reconstrucción y reorganización del museo, tanto es así que si Antonio Salinas es quien creó el museo, Jole Bovio Marconi es considerado quien lo creó de nuevo. Excavó y estudió la Grotta del Genovese del Paleolítico superior en Levanzo en las islas Egadi y la Grotta dell'Addaura cerca de Palermo (publicada en 1953). Se le confió la cátedra de prehistoria de la Universidad de Palermo,  y se hizo cargo de la restauración del templo griego  de Segesta, Sicilia. Ella planificó y realizó la anastilosis del Templo E en Selinunte . En 1963 publicó el primer artículo sobre la cerámica campaniforme de Sicilia desde finales del Neolítico hasta principios de la Edad del Bronce, "Sulla diffusione del vaso campaniforme in Sicilia" ( Kokalos 9, pp. 93-128).  En reconocimiento a este trabajo, los arqueólogos Jean Guilaine, Sebastiano Tusa y Primo Veneroso dedicaron a su memoria el artículo La Sicile et l'Europe Campaniforme,  con fondos del Collège de France .